# Vlag van Bulgarije
De vlag van Bulgarije (Bulgaars: знаме на България, zname na Balgarija) bestaat uit drie gelijke horizontale banden met vanboven wit, daaronder groen, en onderaan rood. Deze vlag is, uitgezonderd de periode tussen 1947 en 1990, in gebruik sinds 16 april 1879.

## Constructie
De nationale vlag van Bulgarije bestaat uit drie gelijke horizontale banen van wit, groen en rood. De kleuren zijn als volgt gespecificeerd:
| Kleur | Pantone    | HEX kleurmodel | RGB kleurmodel | Andere kleurcodes               | RGB (kleur) |
| ----- | ---------- | -------------- | -------------- | ------------------------------- | ----------- |
| Wit   |            | #ffffff        | (255,255,255)  |                                 |             |
| Groen | 17-5936 ТС | #009b75        | (0,155,117)    | http://www.colorhexa.com/00a261 |             |
| Rood  | 18-1664 ТС | #d01c1f        | (208,28,31)    | http://www.colorhexa.com/ff1a26 |             |

## Geschiedenis van de vlag
Na de voor het Ottomaanse Rijk rampzalig verlopen Russisch-Turkse Oorlog van 1878, legde Rusland de Ottomanen de Vrede van San Stefano op, dat van het Ottomaanse Bulgarije een autonoom prinsdom maakte. Bulgarije gebruikte toen korte tijd een wit-blauw-rode vlag naar het voorbeeld van de vlag van Rusland. Het blauw werd kort na het verkrijgen van de onafhankelijkheid in 1878 vervangen door groen, dat de landbouw symboliseert.

### Historische vlaggen
Het veelal door Bulgaren bewoonde Oost-Roemelië werd in het Verdrag van Berlijn in 1878 (dat het net gecreëerde Bulgarije sterk verkleinde) een autonome provincie binnen het Ottomaanse Rijk. In 1885 werd de prins van Bulgarije na een revolutie verdragsrechtelijk benoemd tot gouverneur van Oost-Roemelië, terwijl het gebied formeel onder Ottomaans bewind bleef staan. Oost-Roemelië gebruikte een rood-wit-blauwe vlag. Dat is identiek aan de Nederlandse vlag. Op 6 september 1908 werden Bulgarije en Oost-Roemelië samengevoegd onder de naam Bulgarije en werd het gebied een onafhankelijk koninkrijk.
In 1946 plaatste het communistische bestuur het wapen van het land in de linkerbovenhoek. In 1967 werd een nieuw wapen ingevoerd, dat ook op de vlag geplaatst werd. Op 27 november 1990 werd de vlag uit 1879 weer aangenomen.
| Oost-Roemelië:            | Vexillologisch symbool voor een buiten gebruik gestelde vlag |                                                              |                                                              |                                                              |
| Volksrepubliek Bulgarije: | Vexillologisch symbool voor een buiten gebruik gestelde vlag | Vexillologisch symbool voor een buiten gebruik gestelde vlag | Vexillologisch symbool voor een buiten gebruik gestelde vlag | Vexillologisch symbool voor een buiten gebruik gestelde vlag |

## Betekenis
Wit staat voor vrijheid en vrede, rood voor dapperheid, groen voor wouden en de landbouw ofwel voor het gevoel van verandering van een volk dat lange tijd onder vreemde heerschappij van de Turken stond. Wit en rood zijn twee van de drie pan-Slavische kleuren.